# لويز جويليرمي فييرا دا سيلفا
لويز جويليرمي فييرا دا سيلفا (مواليد 19 فبراير 2003) هو لاعب كرة قدم برازيلي يلعب في مركز الهجوم في نادي دبا الحصن معار من نادي الوصل الإماراتي.

## روابط خارجية
لويز جويليرمي فييرا دا سيلفا على موقع Soccerway.com (الإنجليزية)